# Chevrolet
Chevrolet (/ʃɛvrəˈleɪ/ shev-rə-LAY), thường được gọi là Chevy, có tên đầy đủ là Chevrolet Division of General Motors Company, là một bộ phận chuyên sản xuất ô tô tại Mỹ của công ty Mỹ General Motors (GM). Louis Chevrolet và người sáng lập General Motors bị thất sủng William C. Durant thành lập công ty vào ngày 3 tháng 11 năm 1911 với tên gọi Chevrolet Motor Car Company. Durant sử dụng Chevrolet Motor Car Company để nắm lượng cổ phiếu điều khiển General Motors, với một quá trình sáp nhập ngược vào ngày 2 tháng 5 năm 1918, đã đưa ông trở lại vị trí Tổng giám đốc của General Motors. Sau khi Durant bị đẩy ra khỏi công ty lần thứ hai vào năm 1919, Alfred Sloan, với câu châm ngôn "một xe cho mỗi túi tiền và mục đích," đã chọn thương hiệu Chevrolet trở thành nhãn hiệu xe bán được nhiều nhất trong đại gia đình General Motors, với mục tiêu cạnh tranh với dòng xe Model T của Henry Ford trong năm 1919 và vượt qua Ford trở thành dòng xe bán chạy nhất tại Mỹ năm 1929.
Xe thương hiệu Chevrolet được bán tại hầu hết các thị trường ô tô trên toàn thế giới, với ngoại lệ đáng chú ý ở châu Đại Dương, nơi mà GM được công ty con của nó tại Úc (Holden) đại diện. Trong năm 2005, Chevrolet đã được khởi động lại ở châu Âu, chủ yếu bán các loại xe đượcGM Daewoo của Hàn Quốc sản xuất với lời nhắn "Daewoo đã trưởng thành đủ để trở thành Chevrolet", một động thái bắt nguồn từ nỗ lực của General Motors để xây dựng một thương hiệu toàn cầu dựa trên Chevrolet. Với sự trở lại của thương hiệu Chevrolet ở châu Âu, GM dự định biến Chevrolet là một thương hiệu giá trị chủ đạo, trong khi sản phẩm châu Âu truyền thống của GM, Opel của Đức, và Vauxhall của England sẽ di chuyển lên phân khúc thị trường cao hơn. Tuy nhiên, GM đảo ngược quá trình di chuyển thương hiệu này vào cuối năm 2013, thông báo rằng thương hiệu Chevrolet sẽ được rút khỏi châu Âu, với ngoại lệ là Camaro và Corvette sẽ rút vào năm 2016. Xe Chevrolet sẽ tiếp tục được bán trên thị trường các nước SNG, bao gồm cả Nga. Sau khi General Motors đã mua trọn GM Daewoo vào năm 2011 để tạo ra GM Korea, việc sử dụng cuối cùng của thương hiệu ô tô Daewoo đã ngừng tại chính quê hương Hàn Quốc của nó và được thay thế bằng thương hiệu Chevrolet.

## Lịch sử
Vào ngày 8 tháng 11 năm 1911, Công ty Chevrolet Motor Car được thành lập. Công ty được sáng lập bởi tay đua xe người Thụy Sĩ kiêm kỹ sư ô tô Louis Chevrolet cùng với anh trai ông là Arthur Chevrolet, William C. Durant và các đối tác đầu tư gồm William Little (người sản xuất xe Little), chủ sở hữu cũ của Buick là James H. Whiting, Edwin R. Campbell (con rể của Durant) và vào năm 1912 là R. S. McLaughlin, Giám đốc điều hành của General Motors tại Canada. Các nhân viên cũ của Buick cũng được thuê vào làm việc, trong đó có Curtis R. Hatheway giữ chức thư ký.
Durant đã bị sa thải khỏi vị trí quản lý cấp cao tại General Motors vào năm 1910, công ty mà ông đã sáng lập vào năm 1908. Trước đó, vào năm 1904, ông đã tiếp quản Flint Wagon Works và Buick Motor Company tại Flint, Michigan. Ông cũng đã thành lập các công ty Mason and Little. Với tư cách là người đứng đầu Buick, Durant đã thuê Louis Chevrolet lái xe Buick trong các cuộc đua quảng cáo. Durant dự định tận dụng danh tiếng của Chevrolet với tư cách là tay đua để làm nền tảng cho công ty ô tô mới của mình. Nhà máy đầu tiên được đặt tại Flint, Michigan, ở góc đường Wilcox và Kearsley, hiện được biết đến với tên gọi "Chevy Commons" tọa lạc tại tọa độ 43°00′31″B 83°42′36″T, nằm bên bờ sông Flint, đối diện với Đại học Kettering.
Một trong những tiến bộ kỹ thuật mà Chevrolet được hưởng lợi là việc áp dụng động cơ van trên (overhead valve) ngay từ đầu, vì công ty được phát triển bởi chủ cũ của Buick, hãng đã đăng ký bằng sáng chế thiết kế động cơ van trên và thiết kế xi-lanh đối lưu chéo (cross-flow), được cho là hiệu quả hơn so với kiểu động cơ phẳng (flathead) thông thường.
Công việc thiết kế thực tế cho chiếc Chevy đầu tiên, mẫu đắt tiền Series C Classic Six, do Etienne Planche vẽ theo chỉ dẫn của Louis Chevrolet. Mẫu thử nghiệm C đầu tiên đã sẵn sàng vài tháng trước khi Chevrolet chính thức được thành lập. Tuy nhiên, chiếc xe sản xuất chính thức đầu tiên chỉ xuất hiện từ mẫu năm 1913. Về cơ bản, không có mẫu xe sản xuất năm 1911 hoặc 1912, chỉ có một mẫu thử nghiệm được sản xuất và tinh chỉnh suốt đầu năm 1912. Sau đó, vào mùa thu năm đó, mẫu xe 1913 mới được giới thiệu tại triển lãm ô tô New York.